# Kárpátia
Kárpátia («Карпатия») — венгерская фолк-рок-группа, образованная в 2003 году. На настоящее время является одной из самых популярных групп в этом стиле у себя на родине, выступает на  фестивалях.
Музыка Kárpátia — достаточно тяжелый и энергичный, но в то же время мелодичный фолк-рок с элементами oi!-панка и фолк-метала. Тексты в основном посвящены истории Венгрии, в том числе таким темам, как венгерское восстание 1956 года («Neveket Akarok Hallani»; эта песня связана с известным инцидентом с осквернением могилы Яноша Кадара в 2007 году — строчка из неё была написана на разрытом надгробии), Rongyos Gárda (одноимённая песня группы посвящена этой правой парамилитарной группировке, совершавшей акты антикоммунистического и антисемитского террора), Фиумский конфликт и ностальгия по утраченным в 1920 году владениям Венгрии. В репертуаре немало кавер-версий венгерских песен хортистской эпохи (1920-30-х гг.) — «Hazám Hazám», «Ott, Ahol Zúg Az a Négy Folyó», «Ugye Gondolsz Néha Rám», «Szép Vagy, Gyönyörű Vagy Magyarország», «Székely Himnusz».
Участники группы являются ирредентистами и сторонниками режима Миклоша Хорти, выступают за пересмотр результатов Трианонского договора («Lesz Még»). 20 декабря 2007 года на ультраправом блоге «Bombagyár.hu» был размещён гимн «Венгерской гвардии» (военизированного крыла партии «Йоббик»), написанный при участии группы. Из-за открыто националистических и реваншистских взглядов, проявляющихся в текстах, имеют довольно неоднозначную репутацию. Впрочем, это относится почти ко всем венгерским группам, играющим в том же стиле.

## Дискография[3]
- Hol Vagytok, Székelyek? (2003) (Где вы, секеи?)
- Így Volt! Így Lesz! (2003) (Так было! Так будет!)
- Tűzzel, Vassal (2004) (Огнём и железом)
- Hősi Énekek (2005) (Песни героев)
- Piros-Fehér-Zöld (2006) (Красно-Бело-Зелёный)
- Istenért, Hazáért! (2007) (За Бога, за Родину!)
- Idők Szava (2008) (Слово времени)
- Szebb Jövőt! (2009) (За прекрасное будущее!)
- Utolsó Percig (2010) (До последней минуты)
- Justice for Hungary (2011) (Справедливость для Венгрии)
- Rendületlenül (2012) (Неуклонно)
- A Száműzött (2013) (Изгнанные)
- Bátraké a Szerencse (2014) (Фортуна любит смелых)
- Tartsd Szárazon A Puskaport (2015) (Держи порох сухим)
- Territórium (2016) (Территория)
- Isten Kegyelméből (2018) (По милости Божьей)
- Egyenes gerinccel (2019) (Во весь рост)
- 1920 (2020)
- Csatazaj (2021)
- Napkelettől Napnyugatig (2023)
- Hazafi (2025)

### На английском языке
- Europica — Part One (2017)
- Europica — Part Two (2024)

### Сборники, live-альбомы
- Regnum Marianum (2009) (Название церкви в Будапеште, разрушенной в 1951 году) (сборник песен с ранних альбомов в симфоническом исполнении)
- Legio (2013) (Легион) (сборник лучших композиций, ограниченный тираж)
- Bujdosók (2011) (Изгнанники)
- Bujdosók Il (2019) (Изгнанники II)
- Koncert (2022) (live-альбом)
- Legendárium (2024)